# 肺炎病毒亞科
肺炎病毒亞科(Pneumovirinae),属于副黏液病毒科。学名来自希腊语 pneuma，精神;靈魂的意思。
肺炎病毒亞科下的病毒分为两个属：
- 肺炎病毒屬(Pneumovirus)，
  - 人類呼吸道細胞融合體病毒(Human respiratory syncytial virus)，又名人類呼吸道合胞病毒
- 間質肺炎病毒屬(Metapneumovirus)又名間質肺病毒屬
  - 鳥類肺炎病毒(Avian pneumovirus)又名禽肺炎病毒

## 外部連結
- 微生物免疫學-Paramyxoviridae(副黏液病毒科)